# Setsubun
Setsubun (節分 (tiết phân)) là ngày trước khi bắt đầu mùa xuân ở Nhật Bản. Tên gọi theo nghĩa đen có nghĩa là "sự phân chia các mùa", nhưng thông thường thuật ngữ này đề cập đến Setsubun trong mùa xuân, có tên riêng biệt là Risshun (立春 (lập xuân)), được tổ chức hàng năm vào ngày 3 tháng 2 như một phần của Lễ hội Mùa xuân (春祭 (xuân tế) haru matsuri). Trong mối liên hệ với shōgatsu  (Tết Nhật Bản), dịp Setsubun của mùa xuân có thể và trước đây được coi là một loại đêm Giao thừa, và nó được đi kèm với một nghi thức đặc biệt để gột sạch tất cả những điều tà ác của năm trước đó và xua đuổi linh hồn tà ác mang bệnh tật trong năm tới. Nghi thức đặc biệt này được gọi là mamemaki (豆撒き nghĩa là "ném hạt đậu"). Setsubun có nguồn gốc từ tsuina (追儺), một phong tục Trung Hoa được giới thiệu đến Nhật Bản vào thế kỷ thứ VIII.

## Mamemaki

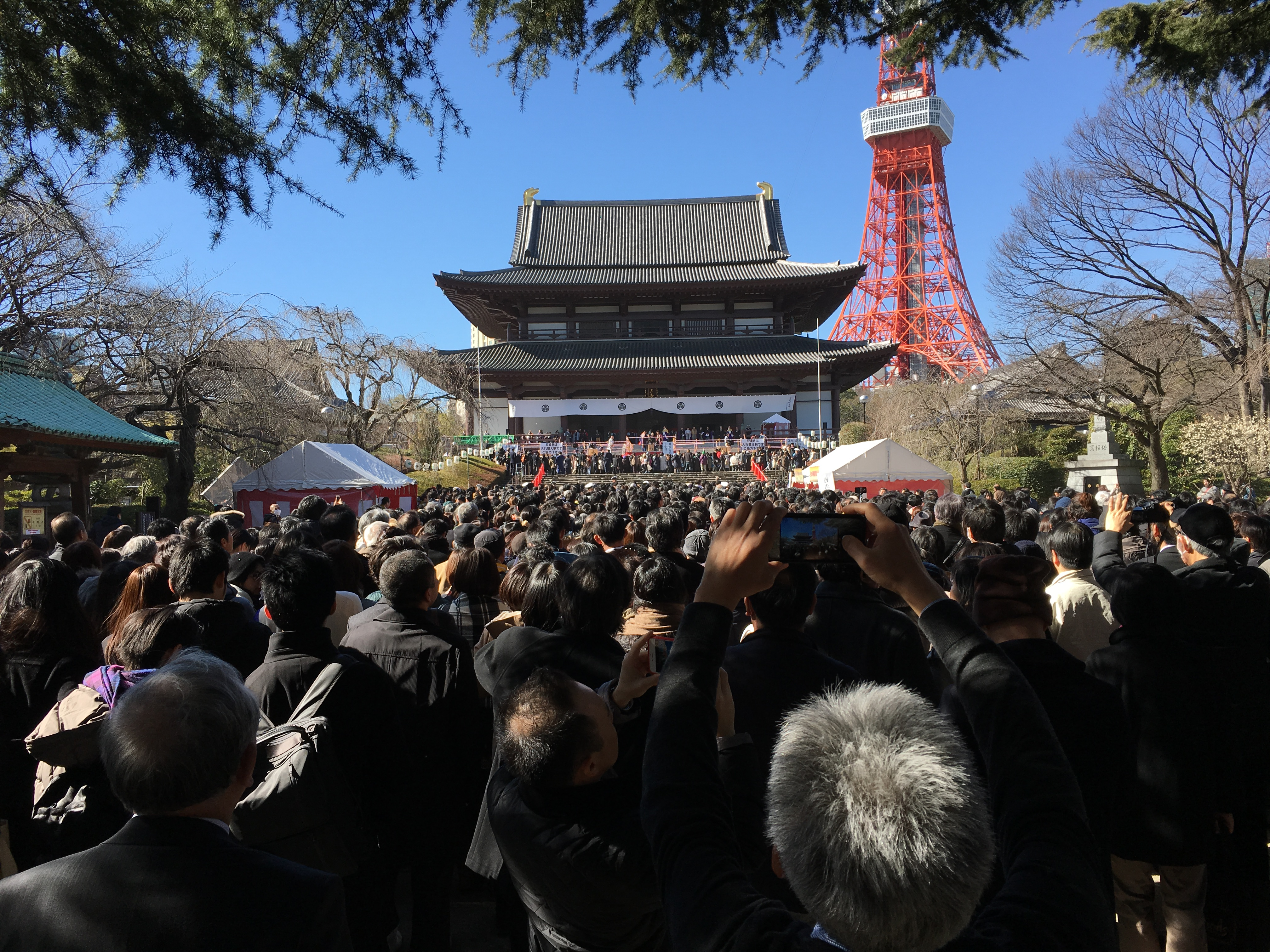
Mamemaki tại chùa Tịnh độ tông Zōjō-ji, Tokyo

Phong tục mamemaki lần đầu tiên xuất hiện trong thời kỳ Muromachi. Nó thường được thực hiện bởi các toshiotoko (年男) của gia đình (người nam giới sinh vào năm tương ứng với con giáp trong hoàng đạo Trung Quốc), hoặc là gia chủ nam của gia đình đó. Đậu nành rang (gọi là "đậu phúc" (福豆 (phúc đậu) fuku mame)) được ném ra ngoài cửa hoặc ném vào một thành viên trong gia đình đeo mặt nạ Oni (ác quỷ hoặc quái nhân), trong khi mọi người nói "Ma quỷ biến đi! May mắn tới!" (鬼は外! 福は内! Oni wa soto! Fuku wa uchi!) và đóng mạnh cửa. Đây vẫn là một hoạt động phổ biến trong các hộ gia đình, nhưng nhiều người sẽ tham dự lễ hội mùa xuân tại một đền thờ, nơi thực hiện nghi lễ này.:120 Những hạt đậu này được cho là thanh tẩy một cách tượng trung ngôi nhà bằng cách xua đuổi linh hồn tà ác mang lại sự bất hạnh và sức khoẻ xấu cho họ. Sau đó, như là một phần của việc mang lại may mắn, người ta theo thói quen thường ăn đậu nành rang, mỗi năm một lần trong cuộc đời mỗi người, và ở một số khu vực, mỗi năm một lần trong cuộc đời mỗi người cộng thêm một lần nữa, để mang lại may mắn cho năm sau.
Những cử chỉ của mamemaki có sự tương tự như phong tục ném gạo của phương Tây vào những cặp vợ chồng mới cưới sau đám cưới.

## Các tập quán khác

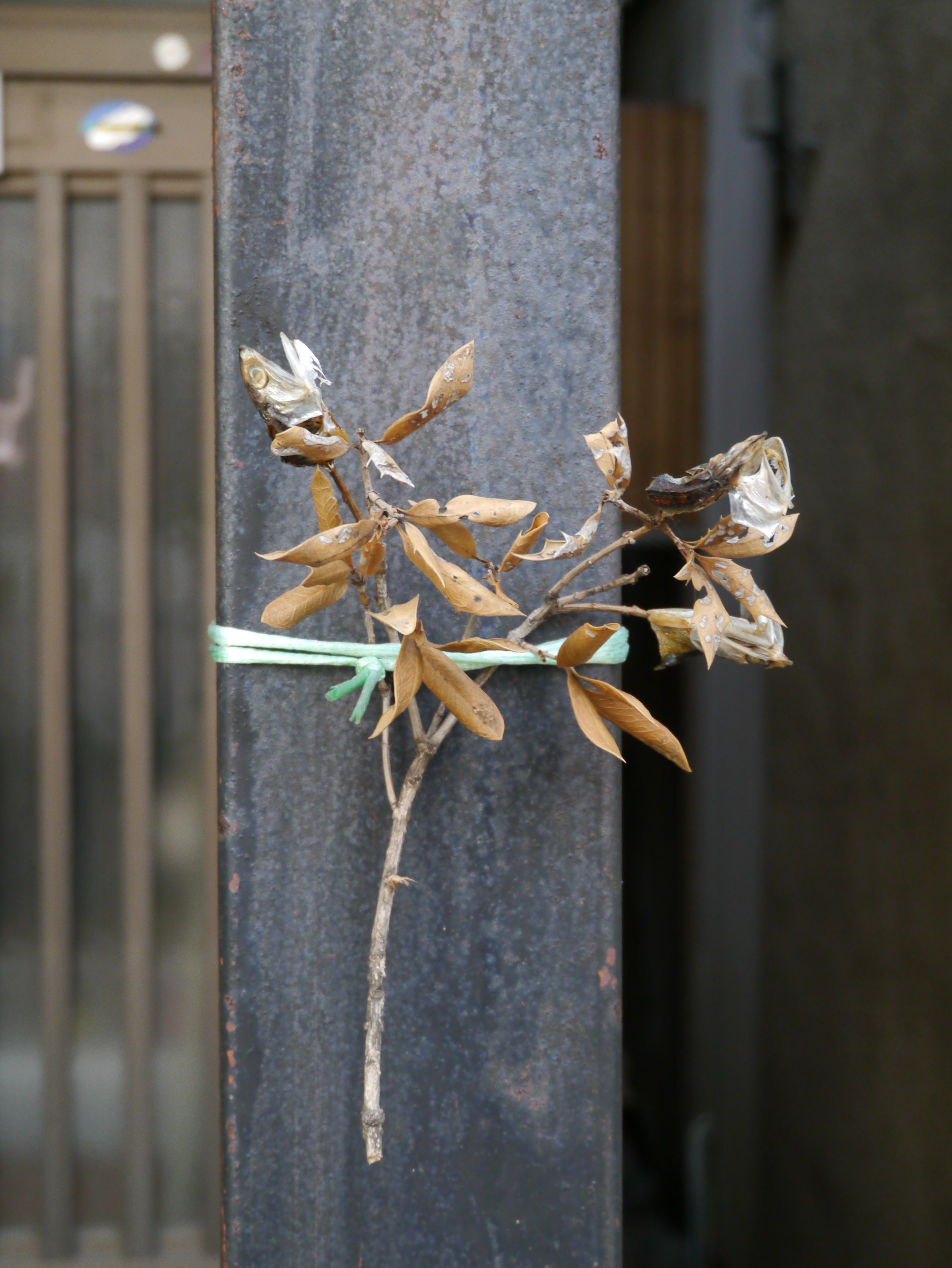
Bùa làm từ đầu cá mòi trên lối vào nhà để để đuổi linh hồn xấu xa

Tại các ngôi chùa Phật giáo và đền thờ Thần đạo trên khắp cả nước, có nhiều lễ kỷ niệm dịp Setsubun. Các tu sĩ và những vị khách được mời sẽ ném những hạt đậu nành rang (một số bọc bằng lá vàng hoặc lá bạc), phong bì nhỏ đựng tiền, đồ ngọt, kẹo và vật có giá trị khác. Trong một số đền thờ lớn hơn, những người nổi tiếng và đô vật sumo thậm chí sẽ được mời tới dự; những sự kiện này được truyền hình trên toàn quốc. Tại Sensō-ji ở khu Asakusa lân cận Tokyo, có hàng trăm ngàn người tham dự lễ hội này hằng năm.
Ở vùng Kansai, theo tập quán, người ta sẽ ăn những loại makizushi không cắt thành miếng gọi là ehō-maki (恵方巻, nghĩa là "cuộn cơm chỉ hướng may mắn"), một loại futomaki (太巻, "cuộn cơm lớn"), trong im lặng vào dịp Setsubun trong khi quay mặt về hướng may mắn theo la bàn của năm đó, được xác định bởi biểu tượng hoàng đạo của năm đó. Phong tục này bắt đầu ở Osaka, nhưng trong những năm gần đây eho-maki có thể được mua tại các cửa hàng trong khu vực Kanto và nó được công nhận là một phần của truyền thống Setsubun. Bản đồ được xuất bản và thỉnh thoảng được đóng gói với makizushi không cắt trong suốt tháng 2. Một số gia đình treo những đồ trang trí nhỏ từ đầu cá mòi và lá đông thanh rụng (柊鰯 hiragi iwashi) trên lối vào nhà để các linh hồn xấu không vào được nhà. Rượu sake gừng (生姜酒 shōgazake) theo truyền thống được uống vào ngày Setsubun.:120

## Các tập quán trong quá khứ

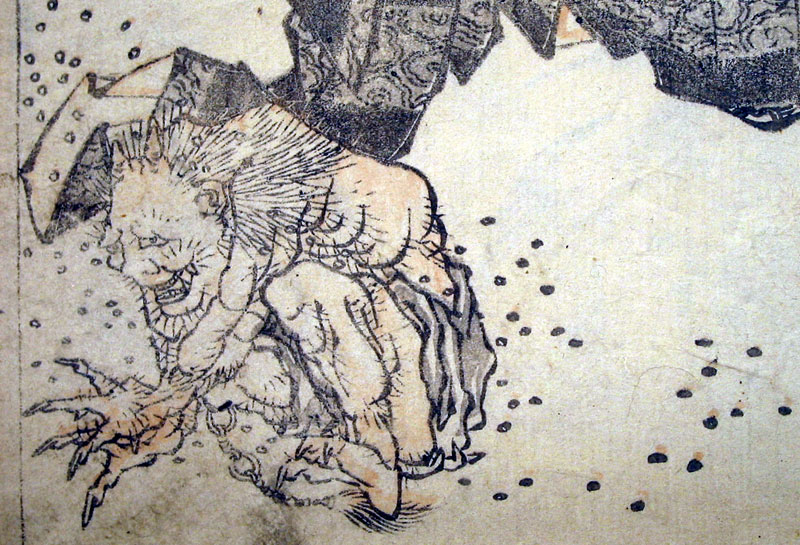
Oni bị đuổi bằng những hạt đậu, tranh vẽ thế kỷ XVIII

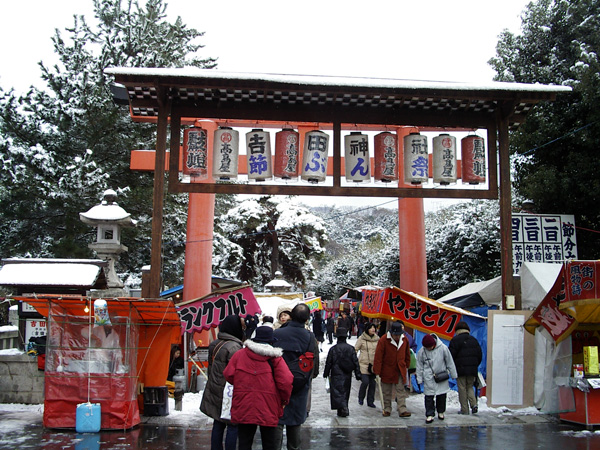
Setsubun tại đền thờ Thần đạo Yoshida

Năm mới được cảm nhận là một thời điểm khi thế giới linh hồn trở nên gần gũi với thế giới vật chất, do đó cần phải thực hiện mamemaki để xua đuổi bất kì linh hồn lang thang nào có thể đi vào quá gần nhà của một người. Các phong tục khác trong thời gian này bao gồm các điệu múa tôn giáo, lễ hội, và mang các dụng cụ thường được để bên ngoài vào trong nhà, để ngăn không cho các linh hồn làm hại họ.:120
Bởi vì Setsubun cũng được coi là tách biệt khỏi thời điểm thông thường, mọi người cũng có thể thực hiện việc đảo ngược vai trò. Những phong tục này bao gồm việc những cô gái trẻ vấn tóc theo phong cách người già và ngược lại, đeo trang phục cải trang và ăn mặc chuyển đổi giới tính. Phong tục này vẫn được thực hiện bởi các geisha và khách hàng của họ khi đang giải trí trong dịp Setsubun.:120–121
Những nghệ sĩ giải trí lang thang (旅芸人 (lữ nghệ nhân) tabi geinin), những người thường bị xa lánh trong năm vì họ bị coi là kẻ lang thang, được chào đón trong ngày Setsubun để diễn các vở kịch về luân lý. Việc là người lang thang khiến họ có lợi thế trong những trường hợp như thế này, vì họ có thể mang các vong hồn đi theo mình.:121

## Các biến thể theo khu vực

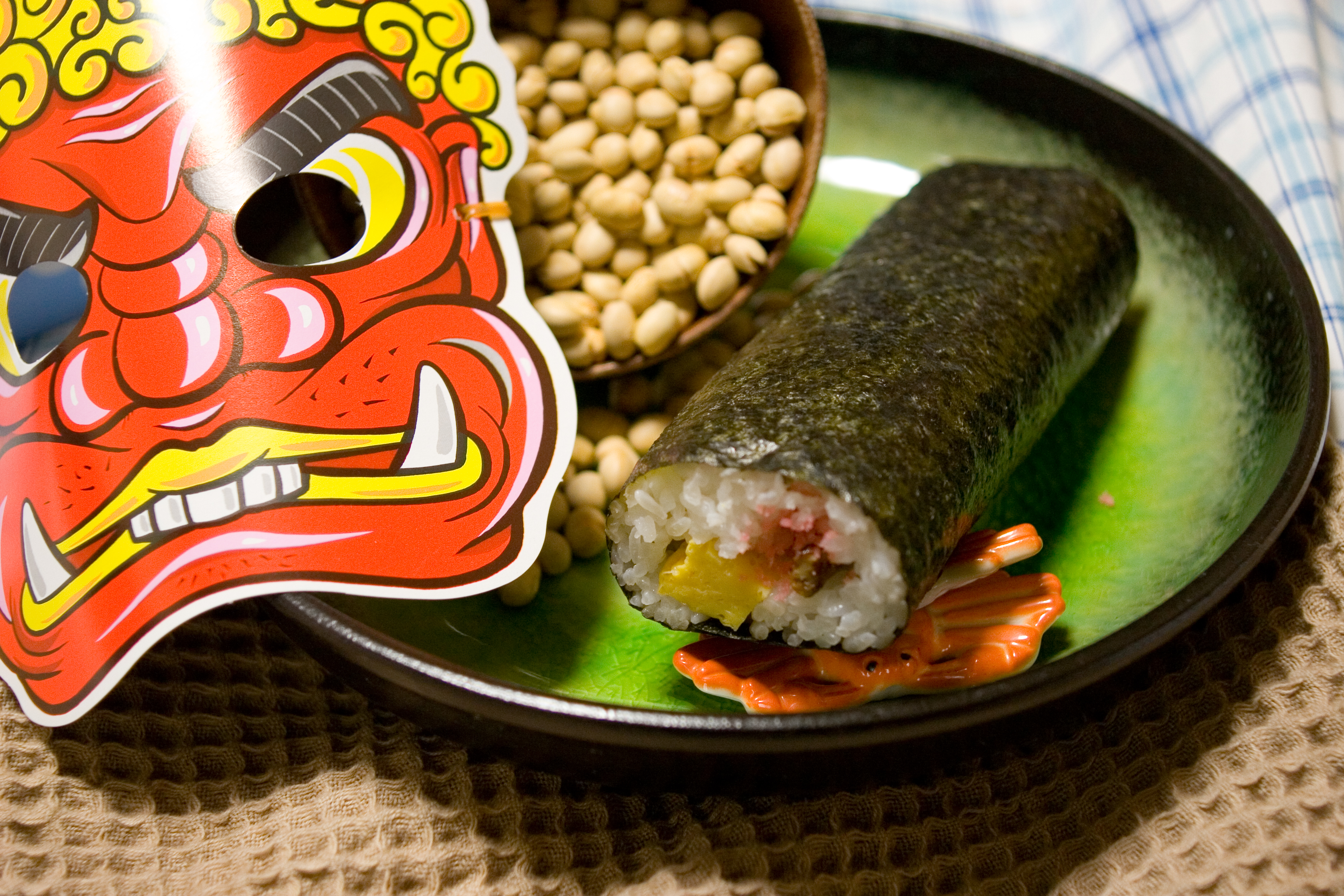
Mặt nạ Oni, những hạt đậu và Eho-maki

Trong khi việc ăn makizushi trong dịp Setsubun trong lịch sử chỉ gắn liền với khu vực Kansai của Nhật Bản, tập quán này đã trở nên phổ biến trên toàn quốc, chủ yếu là do những nỗ lực tiếp thị của các cửa hàng tạp hóa và cửa hàng tiện lợi.
Tại khu vực Tohoku của Nhật Bản, gia chủ (theo truyền thống là cha) sẽ lấy những hạt đậu rang nắm trong tay, cầu nguyện tại đền thờ của gia đình, và sau đó ném những hạt đậu đã được thánh hóa ra cửa.
Đậu phộng (để thô hoặc được bọc một lớp bột giòn có vị ngọt) đôi khi được sử dụng thay cho đậu nành.
Vào ngày Setsubun hiện nay, người Nhật cũng ăn Ehōmaki (恵 方 巻), Makisushi lớn hơn maki bình thường, hương vị ngọt hơn một chút và có chứa một số thành phần đặc biệt mà thường là không được sử dụng trong maki bình thường, chẳng hạn như nấm hương, theo truyền thống xuất phát từ vùng Osaka.
Có rất nhiều biến thể của câu tụng Oni wa soto, fuku wa uchi. Ví dụ, ở thành phố Aizuwakamatsu, mọi người tụng câu "鬼の目玉ぶっつぶせ！" (Oni no medama buttsubuse!), nghĩa là "Đập nát mắt quỷ dữ!".